# Massakren ved Wounded Knee
Massakren ved Wounded Knee blev udført af amerikanske soldater mod Sioux-folket (lakota) d. 29. december 1890 ved floden Wounded Knee i South Dakota, USA.
Massakren skete i forbindelse med, at sioux-krigerne, som på det tidspunkt for længst var blevet henvist til et reservat, var begyndt at danse åndedans. Den ville ifølge dens tilhængere få de hvide til at forsvinde fra prærien og bøflerne til at vende tilbage. De hvide opfattede derimod dansen som krigsdans og sendte det 7. kavaleri under ledelse af oberst James Forsyth ud for at stoppe ceremonien. Om morgenen d. 29. december åbnede regimentet uden varsel ild mod lejren, bl.a. med moderne hurtigtskydende Hotchkiss-kanoner.
I alt døde der mellem 250 og 300 indianere, heriblandt mange kvinder og børn og stammens høvding, Big Foot. Soldaterne mistede til sammenligning 25 mand. Men de havde fået, hvad de kom efter: Hævn efter samme regiments fatale nederlag i Slaget ved Little Bighorn 14 år tidligere.
Massakren regnes for det sidste større slag mellem de oprindelige amerikanere og  myndighederne, men i 1973 blev stedet igen brugt ved en konfrontation med  myndighederne. Her blev nationalgarden sat ind mod en gruppe efterkommere af Sioux-folket, som i et forsøg på at gennemtvinge regeringsundersøgelser af forskellige indianske forhold, havde taget adskillige gidsler. Det førte til Belejringen af Wounded Knee, som varede tre måneder, og som endte med at de oprindelige amerikanere fik mange af deres krav opfyldt.